# Dorothy Malone
Dorothy Malone, pseudonimo di Mary Dorothy Maloney (Chicago, 30 gennaio 1924 – Dallas, 19 gennaio 2018), è stata un'attrice statunitense.

## Biografia
Malone era uno dei cinque figli nati da Esther Emma "Eloise" Smith e suo marito Robert Ignatius Maloney, un revisore dei conti per la società AT&T. Due delle sue sorelle morirono per complicazioni dovute alla poliomielite.
Quando aveva sei mesi, la sua famiglia si trasferì a Dallas, dove Malone frequentò l'Accademia delle Orsoline di Dallas, la High School di Highland Park, l'Hockaday Junior College e, successivamente, la Southern Methodist University. Inizialmente pensava di diventare un'infermiera.
Bruna e affascinante, iniziò la carriera come indossatrice nel grande magazzino Neiman Marcus mentre studiava ancora al liceo, prima di essere notata dal talent scout Eddie Rubin mentre recitava nel dramma Star Bound, messo in scena alla Southern Methodist University.

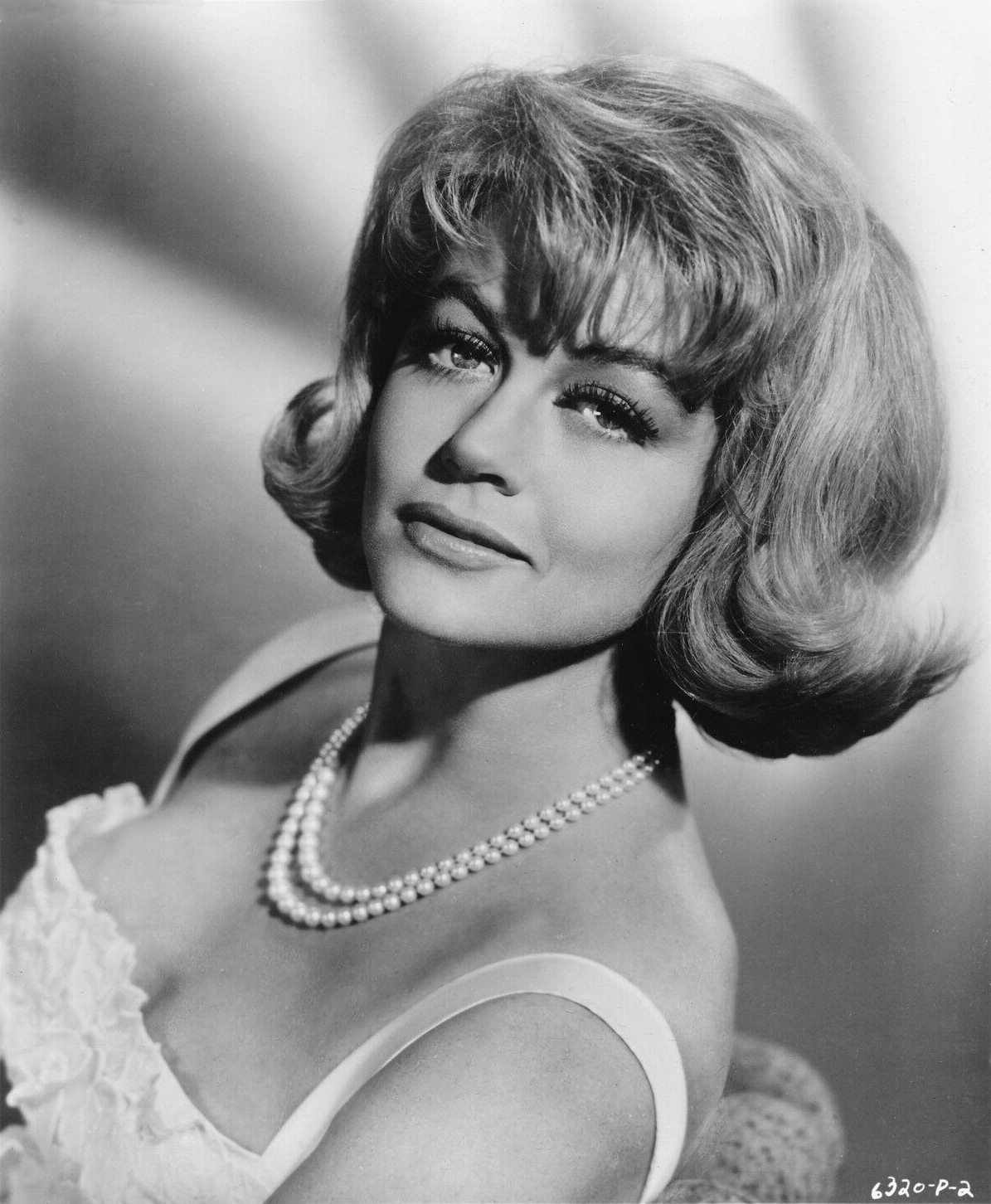
Dorothy Malone nel 1963

Scritturata dalla RKO, debuttò sul grande schermo nel 1943 nel film The Falcon and Co-Eds e interpretò per un paio d'anni personaggi di secondo piano in pellicole commerciali. Passata alla Warner Brothers nel 1945, si mise in luce con un breve ma incisivo ruolo, quello della giovane e occhialuta libraia che discute con Humphrey Bogart nel noir Il grande sonno (1946) di Howard Hawks, ma negli anni successivi ottenne in genere modesti ruoli di belle ragazze, che attirarono scarsa attenzione.
Il grande successo giunse però alla metà degli anni cinquanta, quando l'attrice cambiò agente e mutò totalmente la propria immagine in bionda aggressiva e sensuale, grazie a una sapiente trasformazione in stile hollywoodiano. La sua personalità e il suo talento, non sempre ben sfruttato, le consentirono di ottenere ruoli più complessi, come la giovane dal fascino torbido nel film bellico Prima dell'uragano (1955) di Raoul Walsh, la spietata e arida ninfomane del melodramma Come le foglie al vento (1956) di Douglas Sirk, grazie al quale fu premiata con l'Oscar alla miglior attrice non protagonista, l'attrice alcolizzata in Furia d'amare (1958) di Art Napoleon, ispirata alla figura di Diana Barrymore, e un'agguerrita ex cantante da saloon nel western Ultima notte a Warlock (1959) di Edward Dmytryk. Nel 1957 affiancò James Cagney in L'uomo dai mille volti di Joseph Pevney. Successivamente ottenne buoni ruoli anche in La crociera del terrore (1960) di Andrew L. Stone e L'occhio caldo del cielo (1961) di Robert Aldrich.
Ha una stella sulla Hollywood Walk of Fame al 1718 nella sezione Motion Pictures, dedicategli l'8 febbraio 1960.

Dopo un temporaneo abbandono delle scene verso la metà degli anni sessanta, a seguito di una grave malattia che la mise in pericolo di vita, ritornò sul set ma si dedicò quasi esclusivamente alla carriera televisiva. Prese parte a numerose serie TV fino ai primi anni ottanta, tra cui Ironside, Ellery Queen e Le strade di San Francisco, ma il ruolo che le diede maggiore notorietà presso il pubblico televisivo fu nel serial Peyton Place, in cui dal 1964 al 1969 interpretò il personaggio di Constance MacKenzie Carson. Nel 1969 recitò nel film di produzione italiana Gli insaziabili di Alberto De Martino. La sua carriera cinematografica si concluse nel 1992, con un'apparizione in Basic Instinct di Paul Verhoeven.

## Vita privata
Ebbe due figlie, Mimi Ester Therese (1960) e Diane Alice (1962), nate dal suo primo matrimonio con l'attore francese Jacques Bergerac, sposato nel 1959 e dal quale divorziò nel 1964, dopo averlo accusato di averla sposata solo per fare carriera.
Nel 1969 si risposò con l'agente di cambio Robert Tomarkin (ma il matrimonio durò solo tre mesi) e successivamente (1971-1973) con l'uomo d'affari Charles Huston Bell.
L'attrice morì per cause naturali il 19 gennaio 2018, qualche giorno prima di compiere 94 anni, presso una struttura infermieristica a Dallas.

## Filmografia

### Cinema

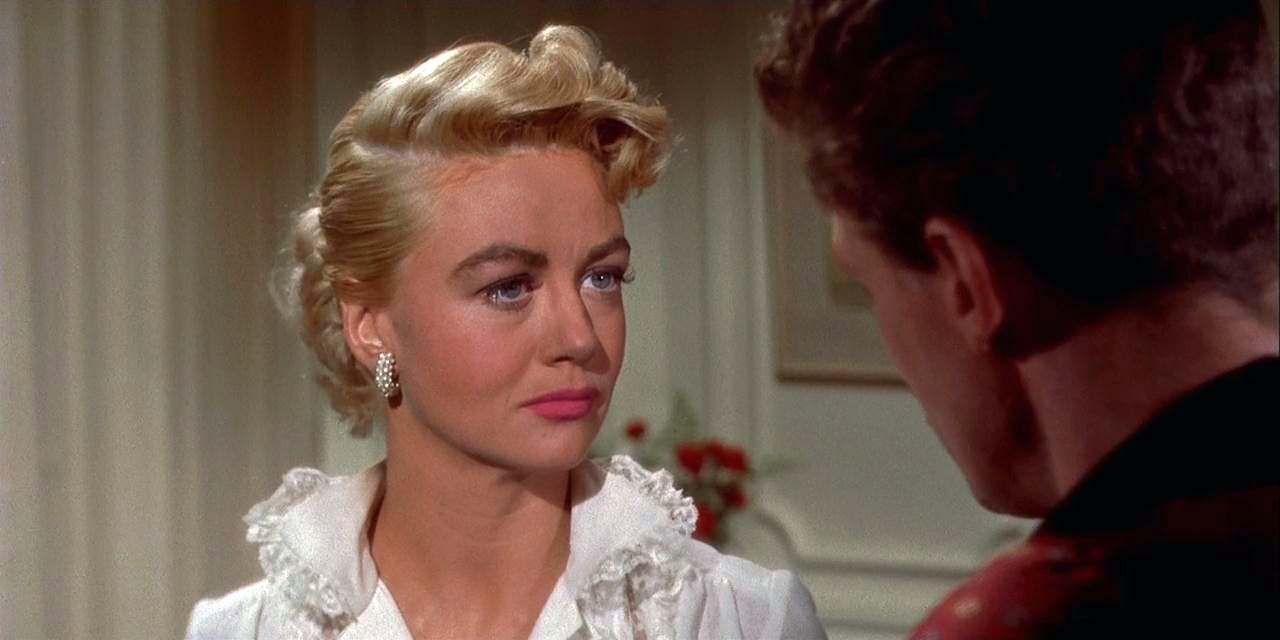
Dorothy Malone in Come le foglie al vento (1956)

- Gildersleeve on Broadway, regia di Gordon Douglas - non accreditata (1943)
- The Falcon and the Co-eds, regia di William Clemens - non accreditata (1943)
- Il denaro non è tutto (Higher and Higher), regia di Tim Whelan - non accreditata (1943)
- Seven Days Ashore, regia di John H. Auer - non accreditata (1944)
- Varietà (Show Business), regia di Edwin L. Marin - non accreditata (1944)
- Hotel Mocambo (Step Lively), regia di Tim Whelan - non accreditata (1944)
- Youth Runs Wild, regia di Mark Robson - non accreditata (1944)
- One Mysterious Night, regia di Budd Boetticher - non accreditata (1944)
- Frontier Days, regia di Jack Scholl (1945), cortometraggio
- Too Young to Know, regia di Frederick De Cordova (1945)
- Janie Gets Married, regia di Vincent Sherman (1946)
- Notte e dì (Night and Day), regia di Michael Curtiz (1946)
- Il grande sonno (The Big Sleep), regia di Howard Hawks (1946)
- La donna del traditore (To the Victor), regia di Delmer Daves (1948)
- Speroni e calze di seta (Two Guys from Texas), regia di David Butler (1948)
- Una domenica pomeriggio (One Sunday Afternoon), regia di Raoul Walsh (1948)
- L'amante del gangster (Flaxy Martin), regia di Richard L. Bare
- Gli amanti della città sepolta (Colorado Territory ), regia di Raoul Walsh (1949)
- Il ranch delle tre campane (South of St. Louis), regia di Ray Enright (1949)
- L'uomo del Nevada (The Nevadan ), regia di Gordon Douglas (1950)
- Condannato! (Convicted), regia di Henry Levin (1950)
- La città del terrore (The Killer That Stalked New York), regia di Earl McEvoy (1950)
- Mrs. O'Malley and Mr. Malone, regia di Norman Taurog (1950)
- Saddle Legion, regia di Lesley Selander (1951)
- La jena del Missouri (The Bushwhackers), regia di Rod Amateau (1951)
- Immersione rapida (Torpedo Alley), regia di Lew Landers (1952)
- Morti di paura (Scared Stiff), regia di George Marshall (1953)
- Il giustiziere (Law and Order), regia di Nathan Juran (1953)
- Jack Slade l'indomabile (Jack Slade), regia di Harold D. Schuster (1953)
- La morsa si chiude (Loophole ), regia di Harold D. Schuster (1954)
- Una pistola che canta (The Lone Gun), regia di Ray Nazarro (1954)
- Criminale di turno (Pushover), regia di Richard Quine (1954)
- Rischio sicuro (Security Risk ), regia di Harold D. Schuster (1954)
- Dollari che scottano (Private Hell 36), regia di Don Siegel (1954)
- Tu sei il mio destino (Young at Heart), regia di Gordon Douglas (1954)
- Prima dell'uragano (Battle Cry), regia di Raoul Walsh (1955)
- The Fast and the Furious, regia di John Ireland e Edward Sampson (1955)
- Cinque colpi di pistola (Five Guns West), regia di Roger Corman (1955)
- Terra infuocata (Tall Man Riding), regia di Lesley Selander (1955)
- Sogno d'amore (Sincerely Yours ), regia di Gordon Douglas (1955)
- Artisti e modelle (Artists and Models), regia di Frank Tashlin (1955)
- Gunpoint: terra che scotta (At Gunpoint), regia di Alfred L. Werker (1955)
- Web il coraggioso (Tension at Table Rock), regia di Charles Marquis Warren (1956)
- I pilastri del cielo (Pillars of the Sky), regia di George Marshall (1956)
- Come le foglie al vento (Written on the Wind), regia di Douglas Sirk (1956)
- Quantez, regia di Harry Keller (1957)
- L'uomo dai mille volti (Man of a Thousand Faces), regia di Joseph Pevney (1957)
- Contrabbando sul Mediterraneo (Tip on a Dead Jockey), regia di Richard Thorpe (1957)
- Il trapezio della vita (The Tarnished Angels), regia di Douglas Sirk (1957)
- Furia d'amare (Too Much, Too Soon), regia di Art Napoleon (1958)
- Ultima notte a Warlock (Warlock), regia di Edward Dmytryk (1959)
- La crociera del terrore (The Last Voyage), regia di Andrew L. Stone (1960)
- L'occhio caldo del cielo (The Last Sunset), regia di Robert Aldrich (1961)
- Vacanze sulla spiaggia (Beach Party), regia di William Asher (1963)
- Destino in agguato (Fate Is the Hunter), regia di Ralph Nelson (1964) (non accreditata)
- Gli insaziabili, regia di Alberto De Martino (1969)
- The Man Who Would Not Die, regia di Robert Arkless (1975)
- Abduction, regia di Joseph Zito (1975)
- Appuntamento con l'oro (Golden Rendezvous), regia di Ashley Lazarus (1977)
- Relazioni disperate (Good Luck, Miss Wyckoff), regia di Marvin J. Chomsky (1977)
- Rebus per un assassinio (Winter Kills), regia di William Richert (1979)
- The Day Time Ended, regia di John Cardos (1980)
- The Being, regia di Jackie Kong (1983)
- Basic Instinct, regia di Paul Verhoeven (1992)

### Televisione

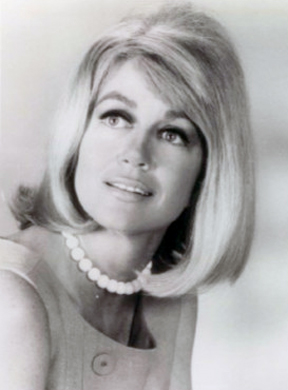
Dorothy Malone nel 1964 in una foto di scena di Peyton Place

- The Philco Television Playhouse – serie TV, 1 episodio (1951)
- Kraft Television Theatre – serie TV, 1 episodio (1951)
- The Doctor – serie TV, episodio 1x43 (1953)
- The Revlon Mirror Theater – serie TV, 1 episodio (1953)
- Omnibus – serie TV, 1 episodio (1953)
- Four Star Playhouse – serie TV, 2 episodio (1953-1954)
- Royal Playhouse (Fireside Theatre) – serie TV, 3 episodi (1954-1955)
- The Christophers – serie TV, 1 episodio (1955)
- Letter to Loretta – serie TV, 1 episodio (1956)
- Appointment with Adventure – serie TV, 1 episodio (1956)
- Cimarron City – serie TV, episodio 1x09 (1958)
- Goodyear Theatre – serie TV, 1 episodio (1960)
- Alcoa Theatre – serie TV, 1 episodio (1960)
- Route 66 – serie TV, 2 episodi (1961)
- Scacco matto (Checkmate) – serie TV, episodio 2x03 (1961)
- Death Valley Days – serie TV, 1 episodio (1961)
- The Dick Powell Show – serie TV, episodio 1x14 (1961)
- Il dottor Kildare (Dr. Kildare) – serie TV, 1 episodio (1962)
- General Electric Theater – serie TV, 3 episodi (1955-1962)
- Gli intoccabili (The Untouchables) – serie TV, 1 episodio (1962)
- The Greatest Show on Earth – serie TV, episodio 1x15 (1964)
- Sotto accusa (Arrest and Trial) – serie TV, episodio 1x25 (1964)
- Insight – serie TV, 1 episodio (1966)
- Peyton Place – soap opera, 430 episodi (1964-1969)
- I nuovi medici (The Bold Ones: The New Doctors) – serie TV, 1 episodio (1972)
- Ironside – serie TV, 1 episodio (1973)
- Ellery Queen – serie TV, episodio 1x14 (1976)
- La città degli angeli (City of Angels) – serie TV, 1 episodio (1976)
- Il ricco e il povero (Rich Man, Poor Man) – miniserie TV, 2 episodi (1976)
- Pepper Anderson - Agente speciale (Police Woman) – serie TV, 1 episodio (1976)
- Le strade di San Francisco (The Streets of San Francisco) – serie TV, episodio 5x08 (1976)
- Nel tunnel dei misteri con Nancy Drew e gli Hardy Boys (The Hardy Boys/Nancy Drew Mysteries) – serie TV, 1 episodio (1978)
- High Hopes – serie TV, 1 episodio (1978)
- Angeli volanti (Flying High) – serie TV, 1 episodio (1978)
- Vega$ – serie TV, 1 episodio (1978)
- I grandi eroi della Bibbia (Greatest Heroes of the Bible) – serie TV, 1 episodio (1979)
- L'amico Gipsy (The Littlest Hobo) – serie TV, 1 episodio (1980)
- Condominium – serie TV, 2 episodi (1980)
- Matt Houston – serie TV, 1 episodio (1982)

## Riconoscimenti
- Premio Oscar
  - 1957 – Miglior attrice non protagonista per Come le foglie al vento

- Golden Globe
  - 1957 – Candidatura alla miglior attrice non protagonista per Come le foglie al vento
  - 1965 – Candidatura alla miglior star televisiva femminile per Peyton Place
  - 1966 – Miglior star televisiva femminile per Peyton Place

- Hollywood Walk of Fame
  - 1960 – Stella

### Altri premi
- Golden Apple Awards 1965 – Attrice più cooperativa
- Photoplay Awards 1966 – Star femminile più popolare
- Candidatura ai Laurel Awards 1958 – Miglior star femminile, 9º posto
- Candidatura ai Laurel Awards 1959 – Miglior star femminile, 14º posto

## Doppiatrici italiane
- Renata Marini in L'uomo del Nevada, Morti di paura, Criminale di turno, Tu sei il mio destino, Contrabbando sul Mediterraneo, Ultima notte a Warlock
- Dhia Cristiani in La morsa si chiude, Una pistola che canta, Web il coraggioso, I pilastri del cielo, Come le foglie al vento
- Rosetta Calavetta in La donna del traditore, Immersione rapida, Gunpoint: terra che scotta, L'occhio caldo del cielo, Rebus per un assassinio
- Micaela Giustiniani in Notte e dì, Furia d'amare
- Lydia Simoneschi in L'uomo dai mille volti, Il trapezio della vita
- Rina Morelli in Gli amanti della città sepolta
- Clelia Bernacchi in Condannato!
- Maria Pia Di Meo in Artisti e modelle
- Fiorella Betti in La crociera del terrore
- Flaminia Jandolo in Destino in agguato
- Luisella Visconti in Il ranch delle tre campane (ridoppiaggio)
- Angiola Baggi in Il grande sonno (ridoppiaggio)
- Alina Moradei in Peyton Place
- Germana Dominici in Ellery Queen
- Rita Savagnone in Tu sei il mio destino (ridoppiaggio)
- Angiolina Quinterno in Basic Instinct
- Cristina Grado in Basic Instinct (ridoppiaggio)